# حي التلفزيون (صنعاء)

تعديل مصدري - تعديل

حي التلفزيون أحد أحياء مديرية الثورة في مدينة صنعاء اليمنية، بلغ عدد سكانه 2814 نسمة حسب التعداد السكاني في اليمن لعام 2004.

## الحارات
| الحارة           | عدد المساكن | عدد الأسر | الذكور | الأناث | الإجمالي |
| ---------------- | ----------- | --------- | ------ | ------ | -------- |
| حارة التلفزيون   | 140         | 140       | 535    | 365    | 900      |
| حارة لكمة الدباء | 290         | 282       | 1072   | 842    | 1914     |
| الإجمالي         | 430         | 422       | 1607   | 1207   | 2814     |